# Moinho de Vento da Toca do Mocho
O Moinho de Vento da Toca do Mocho é um edifício histórico na freguesia de freguesia de São Luís, no Município de Odemira, na região do Alentejo, em Portugal.

## Descrição e história
O imóvel consiste num moinho de vento típico da região mediterrânica, onde a torre era fixa e apenas o capelo se movia. Apresenta uma planta circular, e um volume de forma cónica. É um dos poucos exemplares sobreviventes dos antigos edifícios de moagem na freguesia de São Luís, em conjunto com os moinhos da Agonia, Pereira e Quintas. Situa-se num local isolado, de ambiência rural, na área protegida do Parque Natural do Sudoeste Alentejano e Costa Vicentina.
O moinho foi provavelmente construído no século XIX. Em 2016, foi homenageado na toponíma da freguesia de São Luís, com a atribuição do nome Rua Moinho Toca do Mocho a uma artéria.

## Leitura recomendada
- QUARESMA, António Martins (2009). Cerealicultura e farinação no Concelho de Odemira: Da Baixa Idade Média à época contemporânea. Odemira: Câmara Municipal de Odemira. 124 páginas. ISBN 978-989-8263-02-5
- TENDEIRO, Ana Gonçalves (2009). Os moinhos do Concelho de Odemira no século XXI. Odemira: Câmara Municipal de Odemira